# Puerto Berrío
Puerto Berrío ist eine Gemeinde (municipio) im Departamento Antioquia in Kolumbien.

## Geographie
Puerto Berrío liegt in Antioquia, in der Subregion Magdalena Medio am Río Magdalena, auf einer Höhe von 125 m ü. NN 192 km von Medellín entfernt. Die Gemeinde grenzt im Norden an Remedios und Yondó, im Nordwesten an Yolombó, im Westen an Maceo und Caracolí, im Süden an Puerto Nare und im Osten an den Río Magdalena sowie Cimitarra und Bolívar im Departamento de Santander und Puerto Boyacá im Departamento de Boyacá.

## Bevölkerung
Die Gemeinde Puerto Berrío hat 41.983 Einwohner, von denen 36.391 im städtischen Teil (cabecera municipal) der Gemeinde leben (Stand: 2022).

## Geschichte
Nach der Unabhängigkeit Kolumbiens gehörte das Gebiet des heutigen Puerto Berrío zunächst zum Distrikt Santo Domingo im Staat Antioquia. Während der Regierungszeit des Präsidenten Manuel Murillo Toro und des Gouverneurs von Antioquia Pedro Justo Berrío wurde das Gebiet infrastrukturell durch eine Straße von Medellín zum Río Magdalena erschlossen. Schon in der Amtszeit des nächsten Gouverneurs begann unter der Leitung des kubanischen Ingenieurs Francisco Javier Cisneros 1874 vom Río Magdalena aus der Bau einer Eisenbahnstrecke. An dessen Beginn entstand eine Siedlung am Fluss, die zu Ehren des vorherigen Gouverneurs 1875 den Namen Puerto Berrío erhielt. Aufgrund des schnellen Wachstums erhielt Puerto Berrío bereits 1881 den Status eines Distrikts. Die Eisenbahnstrecke wurde 1885 eingeweiht, aber erst 1929 vollendet. Bis in die 1970er Jahre war die Wirtschaft der Stadt geprägt von Eisenbahn- und Flusshandel, der das Innere des Landes mit der Welt verband. In der Folge führten verschiedene soziale und politische Phänomene die Stadt in eine Krise. Zum einen wurde die Eisenbahnstrecke aufgegeben. Zudem war Puerto Berrío vom bewaffneten Konflikt Kolumbiens betroffen.

## Wirtschaft
Traditionell war der Handel über die Eisenbahnstrecke sowie den Río Magdalena der wichtigste Wirtschaftszweig von Puerto Berrío. Die Wirtschaft der Gemeinde war stark betroffen vom bewaffneten Konflikt in den 1980er und 1990er Jahren. In den letzten Jahren hat sich die Lage aber wieder beruhigt, so dass es aktuell Projekte gibt, den Flusshandel neu zu beleben. Aktuell der wichtigste Wirtschaftszweig ist die Rinderproduktion.

## Bildung
In Puerto Berrío befindet sich ein Standort der Universidad de Antioquia. Der Standort wurde 1997 eröffnet.

## Söhne und Töchter der Stadt
- Félix Muñoz (* 1959), Anführer der Guerillagruppe FARC
- Alba Luz Arbeláez Álvarez (* 1965), Botanikerin